# Ewa Werka

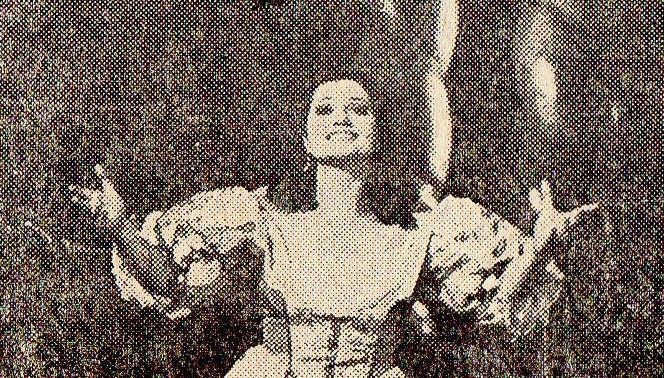
Ewa Werka jako Benigna w Czarnej Masce Krzysztofa Pendereckiego (Teatr Wielki w Poznaniu, 1987)

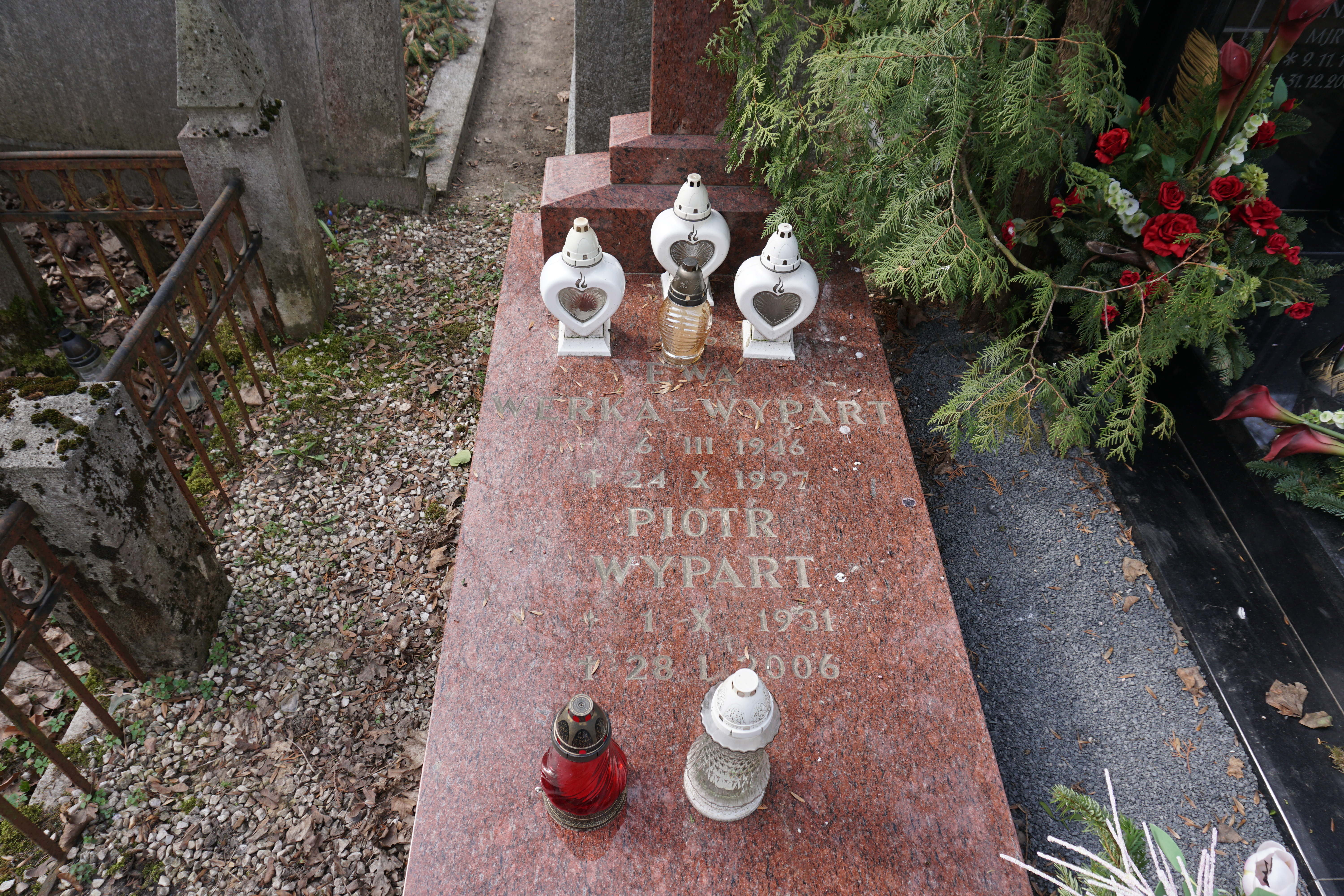
Grób Ewy Werki-Wypart i Piotra Wyparta na cmentarzu Jeżyckim w Poznaniu

Ewa Werka, właściwie Ewa Werka - Wypart (ur. 6 marca 1946 w Krośnie Odrzańskim, zm. 24 października 1997 w Poznaniu) – polska śpiewaczka operowa, mezzosopran, solistka poznańskiej opery.

## Życiorys
Po ukończeniu średniej szkoły muzycznej w Zielonej Górze (1965), Ewa Werka odbyła w latach 1965-1970 studia wokalne w Państwowej Wyższej Szkole Muzycznej w Gdańsku pod kierunkiem Zofii Janukowicz-Pobłockiej. Debiutowała w trakcie studiów tytułową rolą Kopciuszka w operze Gioacchino Rossiniego oraz rolą Jadwigi w Strasznym Dworze Stanisława Moniuszki na scenie Opery Bałtyckiej. Po ukończeniu studiów została solistką Opery im. Stanisława Moniuszki w Poznaniu (w 1979 przywrócono nazwę Teatr Wielki).
Arią Cherubina w Weselu Figara Wolfganga Amadeusa Mozarta (1974), zachwyciła Jerzego Waldorffa, który dał temu wyraz w recenzjach i tym samym ośmielił innych, zwłaszcza poznańskich, krytyków do uznania młodej artystki za diwę polskiej opery. Po objęciu dyrekcji poznańskiej sceny przez Mieczysława Dondajewskiego (1978) nastąpił dalszy rozwój kariery Ewy Werki. Rolę Renaty (1983) w Ognistym aniele Siergieja Prokofjewa obwołano rewelacją w dziejach polskiej opery. Wręcz moralno-etycznego wpływu artystki na widzów dopatrywano się w roli Salud w La vida breve (Krótkie życie) Manuela de Falli.
Najsłynniejszą chyba rolą Ewy Werki jest partia Benigny w Czarnej masce Krzysztofa Pendereckiego. Polska prapremiera opery w inscenizacji Ryszarda Peryta odbyła się 25 października 1987 roku w poznańskim Teatrze Wielkim. Śpiewaczka potwierdziła swój wielki talent wokalny i dramatyczny nie tylko nieprzeciętnym wykonaniem bardzo trudnej roli sopranowej, ale również uważanym za najbardziej przejmującą scenę spektaklu dwudziestokilkuminutowym monologiem. Kreacja ta przyniosła artystce rozgłos międzynarodowy. Bardzo wysoko cenił ją autor opery.
W 1994 ze względów zdrowotnych miała roczną przerwę w występach. Po jej powrocie oceniano, że głos śpiewaczki nabrał jeszcze pełniejszej barwy. Rola Klitajmestry w światowej prapremierze opery Elektra Mikisa Theodorakisa z zespołem Teatru Wielkiego w Luksemburgu (2 maja 1995) i polskiej premierze w Poznaniu (13 maja 1995) pod dyrekcją kompozytora, została oceniona równie wysoko jak wykonania Benigny. Niestety artystka wystąpiła w Elektrze tylko kilka razy. W chwili szczytowych możliwości artystycznych musiała jesienią 1995 roku, z powodu nawrotu choroby, odejść ze sceny już na zawsze.
Zachwycała publiczność i krytyków niezwykłym mezzosopranowym głosem oraz wybitnym talentem aktorskim. "Głos osobowość", "głos o niepowtarzalnej barwie", "duże, ciemnobrązowe oczy nierzadko miały więcej do powiedzenia niż jakikolwiek dodatkowy gest", "rola naznaczona bólem, wyostrzona świadomością i moralnym blaskiem, który rozświetlał duszę widza i oczyszczał go" – to przykłady entuzjastycznych opinii krytyków potwierdzanych długimi owacjami publiczności po każdym przedstawieniu, a często w ich trakcie. Uważana jest za niedoścignioną wykonawczynię ról w XX-wiecznych operach.
Miała w swym repertuarze kilkadziesiąt partii solowych mezzosopranowych, sopranowych i altowych z najsłynniejszych oper.
Była żoną poznańskiego aktora Piotra Wyparta (1931-2006). Została pochowana na cmentarzu Jeżyckim w Poznaniu (kw. P, rząd 25, grób 19).